# فيدل فارغاس
فيدل فارغاس (بالإنجليزية: Fidel Vargas)‏ هو سياسي أمريكي، ولد في 12 أغسطس 1968.